# Злодей

Стереотипный мультяшный злодей в чёрной шляпе с «злодейскими усиками»

Злоде́й — отрицательный персонаж в исторических повествованиях и художественной литературе; сценическое амплуа в эпоху дорежиссёрского театра (Яго в «Отелло», Синдиа в «Царе Лахорском» Жюля Массне и пр.).
Обычно противостоит главному герою (антагонист), но может и сам быть главным героем (протагонист-злодей). В фантастике часто присутствует подвид злодея, называемый суперзлодеем.

## Сказочные и волшебные истории

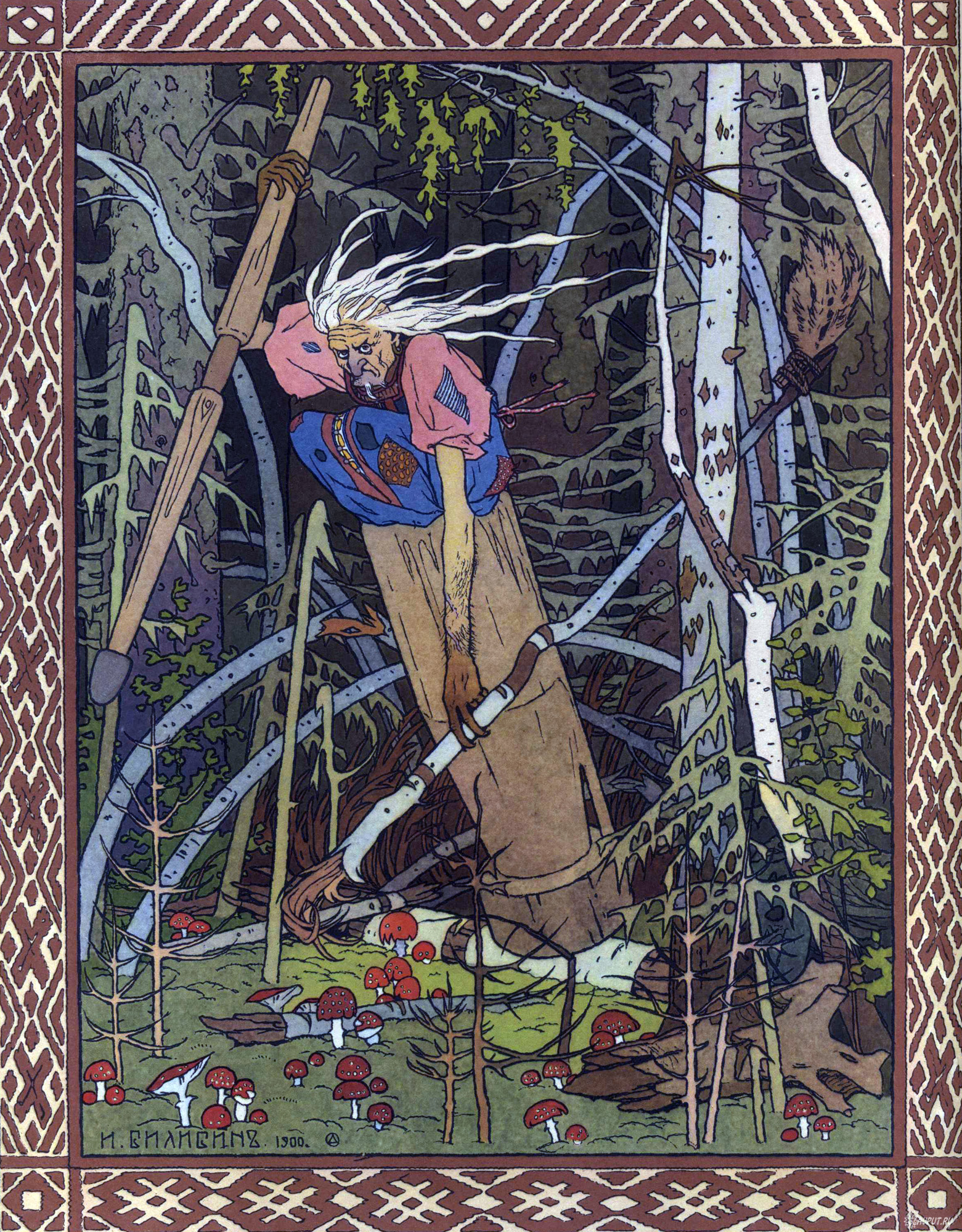
Баба-Яга часто выступает в качестве злодея в русских сказках

В. Я. Пропп в своём анализе русских сказок выделил семь типичных действующих лиц, одно из которых — злодей. Действия, в которых участвует злодей:
- подлое действие в начале повествования, когда злодей причиняет вред герою или его семье;
- конфликт между героем и злодеем;
- преследование героя после его заслуженной победы.

Ни одно из этих действий не является обязательным для сказки, но если они присутствуют, персонаж, их совершающий, является злодеем. Злодей может появляться дважды: один раз в начале повествования и повторно как лицо, разыскиваемое героем.
Когда персонаж выполняет только эти действия, он является чистым злодеем. Злодеи могут выполнять и другие функции; ведьма, воевавшая с героем и сбежавшая, позволяет герою следовать за ней, а также даёт ему «рекомендации» и, таким образом, действует в качестве помощника.
Функции злодея могут быть распределены среди нескольких персонажей. Например, после того как дракон, выступающий в качестве злодея, оказывается убит героем, роль злодея может взять на себя другой персонаж — например, сёстры дракона.
Злодейские функции могут выполнять два других типичных персонажа:
- ложный герой это всегда злодейский персонаж, предъявляющий герою ложные претензии, которые герой должен опровергнуть со счастливым концом[5]; в числе таких персонажей, например, сёстры Золушки, пытающиеся надеть её туфельку[6];
- диспетчер, отправляющий героя в его путешествие; это может быть невинная и абсолютно законная просьба, но диспетчер может поставить перед героем неисполнимую задачу в надежде избавиться от него на какое-то время или навсегда[7] (например, Еврисфей, отправляющий Геракла на совершение двенадцати подвигов в расчёте на то, что в ходе совершения подвигов Геракл погибнет).